# Nyírmihálydi megállóhely
Nyírmihálydi megállóhely egy Szabolcs-Szatmár-Bereg vármegyei vasúti megállóhely Nyírmihálydi településen, a MÁV üzemeltetésében. A belterület északnyugati részén helyezkedik el, közúti elérését a 4913-as útból kiágazó 49 318-as számú mellékút biztosítja.

## Vasútvonalak
A megállóhelyet az alábbi vasútvonalak érintik:
- Apafa–Mátészalka-vasútvonal

## Kapcsolódó állomások
A megállóhelyhez az alábbi állomások vannak a legközelebb:
- Nyíradony vasútállomás (Apafa–Mátészalka-vasútvonal)
- Nyírgelse vasútállomás (Apafa–Mátészalka-vasútvonal)

## Forgalom
| Járat                   | Útvonal | Gyakoriság               |
| ----------------------- | --- | ------------------------ |
| személyvonat            | Debrecen – Debrecen-Csapókert – Apafa – Dombostanya – Hajdúsámson – Tamásipuszta – Aradványpuszta – Nyíradony – Nyírmihálydi – Nyírgelse – Nyírbogát – Nyírbátor – Nyírcsászári – Hodász – Nyírmeggyes – Mátészalka (– Kocsord – Kocsord alsó – Tunyogmatolcs – Tunyogmatolcs alsó – Fehérgyarmat)                      | 2 óránként               |
| személyvonat            | Debrecen – Debrecen-Csapókert – Apafa – Dombostanya – Hajdúsámson – Tamásipuszta – Aradványpuszta – Nyíradony – Nyírmihálydi – Nyírgelse – Nyírbogát – Nyírbátor – Nyírcsászári – Hodász – Nyírmeggyes – Mátészalka – Nyírcsaholy – Nagyecsed – Tiborszállás                                                            | Vasárnap 1 pár           |
| Hétmérföldes sebesvonat | Zajta → Rozsály → Gacsály → Jánkmajtis → Kisszekeres → Nagyszekeres → Penyige → Fehérgyarmat → Tunyogmatolcs alsó → Tunyogmatolcs → Kocsord alsó → Kocsord → Mátészalka → Nyírbátor → Nyírbogát → Nyírgelse → Nyírmihálydi → Nyíradony → Hajdúsámson → Debrecen → Ferihegy → Kőbánya-Kispest → Zugló → Budapest-Nyugati | Vasárnap 1 Budapest felé |